# Kevin Zonzini
Kevin Zonzini, né le 17 août 1997 à Saint-Marin est un footballeur international saint-marinais qui évolue au poste de milieu de terrain au SS Cosmos.

## Biographie

### Carrière nationale
Le 5 septembre 2020, Zonzini réalise ses débuts avec l'équipe de Saint-Marin contre Gibraltar, lors de la Ligue D de la Ligue des nations de l'UEFA 2020-2021,,,.